# Сіньковський Юрій Олександрович
Ю́рій Олекса́ндрович Сінько́вський (нар. 16 червня 1970) — полковник Збройних сил України. Командир 129-ї окремої бригада територіальної оборони (2022—2023).

## Життєпис
Юрій Олександрович народився 16 червня 1970 року у м. Кривий Ріг Дніпропетровської області.[джерело?]
У період з 1985 по 1987 рік проходив навчання у Київському Суворовському училищі. Здобув вищу військову освіту за спеціальністю — інженер з експлуатації колісно-гусеничної техніки (Омське загальновійськове командне училище імені М. В. Фрунзе).[джерело?]
З 1987 по 2004 рік проходив військову службу. Обіймав посади: командир механізованого взводу, командир гранатометного взводу(АГС), командир механізованої роти, заступник командира батальйону з бойової підготовки, командир механізованого батальйону.[джерело?]
З березня 2014 по березень 2015 року був заступником командира з бойової підготовки в/ч В2603 батальйону «Кривбас».
На виборах до Дніпропетровської обласної ради 2015 року балотувався від партії «УКРОП».
У 2022 році призначений командиром 129-ї окремої бригади територіальної оборони.
У травні 2023 звільнений з посади комбрига. Цьому передували гучні скандали, пов’язані з поганим оснащенням бійців на передовій.

## Нагороди
- Орден Богдана Хмельницького II ст. (2 березня 2023) — за особисту мужність і самовідданість, виявлені у захисті державного суверенітету та територіальної цілісності України, вірність військовій присязі.[4]
- Орден «За мужність» III ступеня (8 серпня 2014) — за особисту мужність і героїзм, виявлені у захисті державного суверенітету та територіальної цілісності України.[5]
- Недержавна відзнака Орден «Народний Герой України» (18 серпня 2017) — церемонія нагородження відбулася у Вінниці.[6][7][8]

- Нагородження, звання «Народний герой України»